# Dömötör Sándor (zenész)
Dömötör Sándor Szilárd, művésznevén Döme, Döme Dee, Alex (1973. március 1.) zeneszerző, zenei rendező, producer, billentyűs.
Pályafutása kezdetén 12 évig klasszikus és modern stílusban tanult zongorázni, mellette zeneelméletet. 1994-ben Náksi Attilával, Soho Party néven váltak ismertté. 2003-ban Kürti Csabával megalakította a Gelka együttest, mellyel kezdetben számos Café del Mar válogatáslemezen szerepeltek, majd 2008-ban a brit Wax On Records kiadó szerződtette őket.

## Együttesek
- 1994 – 1998 Soho Party
- 2003 – Gelka (Wax On Records)

## Producerként
- Kiwi (Hungaroton)
- DNS (Record Express)
- Alex & Tommyboy / Daydream (Juice Records / Mechanism Records / Xtra Nova / Groove Zone)

## Albumok
- 1994 - Soho Party - Pizza...! (BMG)
- 1995 - Soho Party Feat. Betty Love - Szállj! (BMG)
- 1995 – DJ Maci Vol.1. (BMG)
- 1997 – Discovery (BMG)